# Movimento dei Liberali della Repubblica di Lituania
Il Movimento dei Liberali della Repubblica di Lituania (in lituano: Lietuvos Respublikos Liberalų sąjūdis - LRLS) è un partito politico lituano di orientamento liberale fondato nel 2006.
È membro dell'ALDE.

## Storia
Il partito si presenta per la prima volta alle elezioni parlamentari del 2008, in cui ottenne il 5,7% dei voti e 11 deputati al Seimas; entrò così a far parte della compagine di governo.
Alle parlamentari del 2012 incrementò il proprio consenso arrivando all'8,6%. In termini di seggi, però, a causa del fatto che metà dei seggi (70) erano attribuiti con il sistema maggioritario a turno unico, i liberali hanno ottenuto 10 seggi, uno in meno del 2008.

## Risultati elettorali
| Elezione          | Voti    | %     | Seggi    |
| ----------------- | ------- | ----- | -------- |
| Parlamentari 2008 | 70.862  | 5,73  | 11 / 141 |
| Europee 2009      | 40.502  | 7,17  | 1 / 12   |
| Parlamentari 2012 | 117.476 | 8,95  | 10 / 140 |
| Europee 2014      | 189.373 | 16,55 | 2 / 11   |
| Parlamentari 2016 | 115.361 | 9,45  | 14 / 141 |
| Europee 2019      | 82.779  | 6,58  | 1 / 11   |
| Parlamentari 2020 | 79.755  | 7,04  | 13 / 141 |